# 1597 w polityce

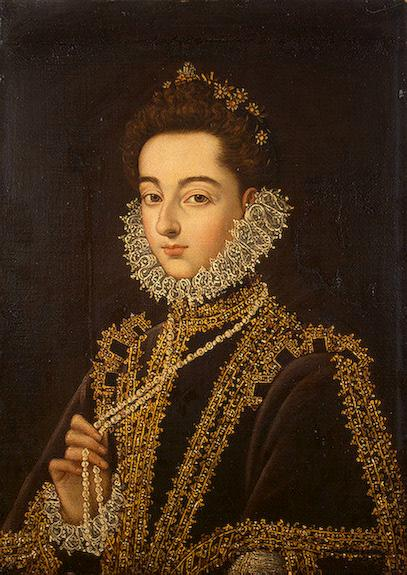
Katarzyna Michalina Habsburg

Wydarzenia polityczne w 1597 roku.

## Zmarli
- 6 listopada Katarzyna Michalina Habsburg, księżna Sabaudii[1].